# Bom Sucesso de Itararé
Bom Sucesso de Itararé is een gemeente in de Braziliaanse deelstaat São Paulo. De gemeente telt 3.968 inwoners (schatting 2009).

## Aangrenzende gemeenten
De gemeente grenst aan Apiaí, Barra do Chapéu, Itararé, Nova Campina en Sengés (PR).